# 希里內亞薩鄉
44°56′N 24°12′E / 44.933°N 24.200°E
希里內亞薩鄉（羅馬尼亞語：Comuna Șirineasa, Vâlcea），是羅馬尼亞的鄉份，位於該國西南部，由沃爾恰縣負責管轄，面積47平方公里，海拔高度220米，2002年人口2,597，人口密度每平方公里55人。